# 蒂姆·普林斯
蒂姆·普林斯（荷蘭語：Tim Prins，2003年8月3日—），荷兰男子速度滑冰运动员，2024年世界单程距离速度滑冰锦标赛男子短距离团体追逐银牌得主、2025年世界单程距离速度滑冰锦标赛男子短距离团体追逐银牌得主。